# Boller and Chivens

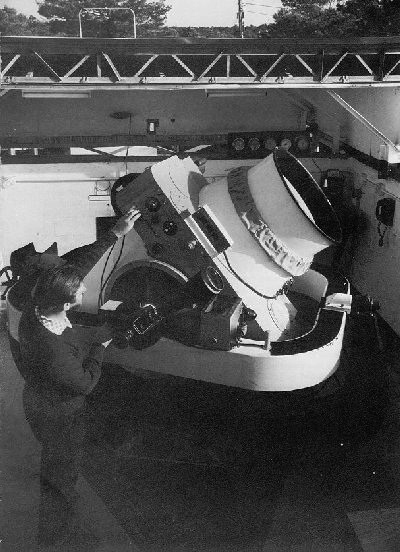
Telescopio seguidor de satélites Baker-Nunn

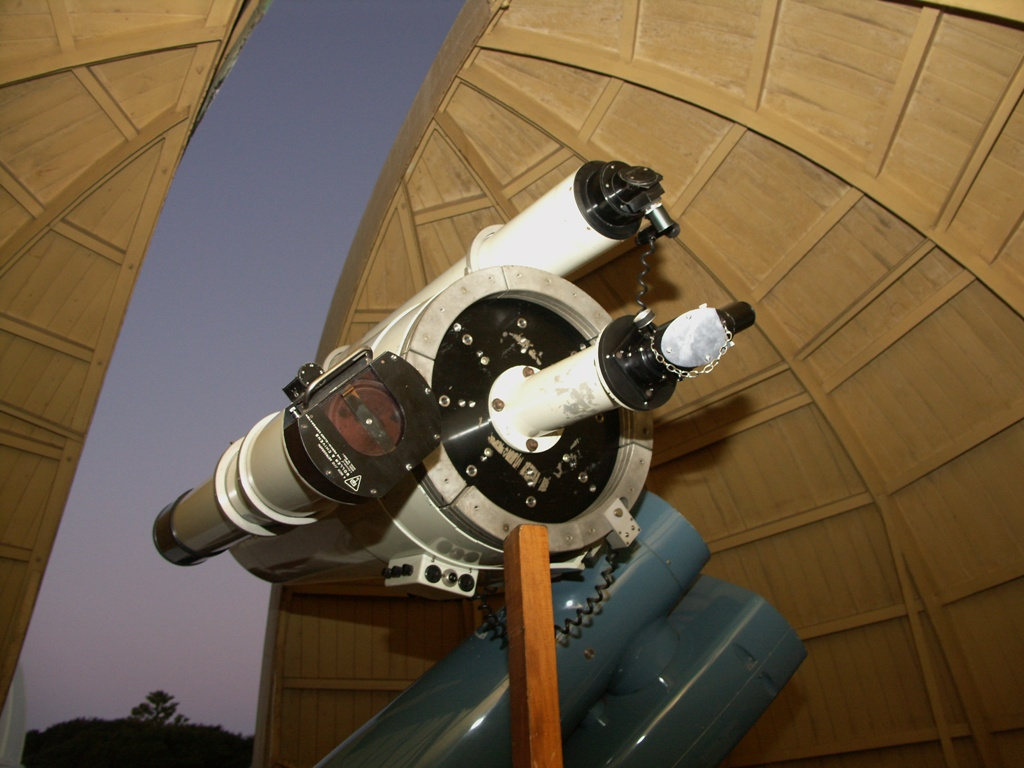
Telescopio Ruth Crisp en el Observatorio Carter de Wellington, Nueva Zelanda, un reflector Cassegrain de 41 cm (16 pulgadas) construido por Boller y Chivens.

Boller y Chivens fue un fabricante estadounidense de telescopios y de espectrógrafos de alta calidad, con sede en South Pasadena, California.

## Historia
La compañía fue fundada aproximadamente en 1946 por Harry Berthold Boller (1915-1997) y por Clyde Cuthbertson Chivens (1915-2008). Fue adquirida en 1965 por Perkin-Elmer.
En los años 1950, Boller y Chivens colaboró con Perkin-Elmer para desarrollar y fabricar el telescopio de gran apertura Baker-Nunn para el seguimiento terrestre de los satélites del programa estadounidenses Vanguard.

## Telescopio reflector
Un telescopio reflector Boller y Chivens de 41 cm (16 pulgadas) del tipo Cassegrain (originalmente alojado en el Observatorio Oak Ridge de Massachusetts) está disponible para su uso público en el Museo Nacional del Aire y del Espacio del National Mall en Washington D. C..